# Hattie Jacques
Josephina Edwina "Hattie" Jacques, född 7 februari 1922 i Sandgate, Kent, död 6 oktober 1980 i Eardley Crescent, London var en brittisk skådespelerska.
Jacques är mest känd för sitt samarbete med Eric Sykes och sina roller i Carry On-filmerna.

## Filmografi i urval
- 1948 – Oliver Twist
- 1951 – Andarnas natt
- 1953 – Skeppsbrutna i paradiset
- 1957–1959 – Hancock's Half Hour (TV-serie)
- 1958 – Nu tar vi sergeanten
- 1959 – Nu tar vi tempen
- 1959 – Nu tar vi magistern
- 1960 – Nu tar vi polisen
- 1960 – Malaj till sjöss
- 1960 – Pälsligan
- 1960–1965 – Sykes and a... (TV-serie)
- 1961 – Nu tar vi på oss allt
- 1962 – I begärligaste laget
- 1963 – Nu tar vi taxin
- 1967 – Ta mig på sängen, doktorn
- 1967 – Plankan
- 1969 – Låt pengarna rulla
- 1969 – Monte Carlo-rallyt eller Dessa fantastiska män i sina skumpande skraltiga automobiler
- 1971 – Sykes and a Big, Big Show (TV-serie)
- 1972–1979 – Sykes (TV-serie)